# Kabinett Rajiv Gandhi

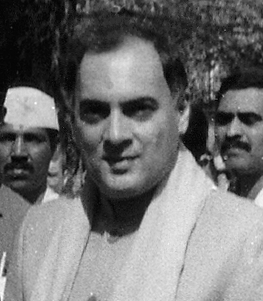
Premierminister Rajiv Gandhi (1989)

Das Kabinett Rajiv Gandhi wurde in Indien am 31. Oktober 1984 durch Premierminister Rajiv Gandhi vom Indischen Nationalkongress (INC) gebildet. Es löste das Kabinett Indira Gandhi III ab, nachdem Rajiv Gandhis Mutter und langjährige Premierministerin Indira Gandhi am 31. Oktober 1984 ermordet wurde. Das Kabinett Gandhi blieb bis zum 2. Dezember 1989 im Amt und wurde dann durch das Kabinett V. P. Singh abgelöst.
Aus der Parlamentswahl am 24., 27. und 28. Dezember 1984 ging Gandhis INC als stärkste Partei hervor und verfügte mit 404 der 516 Mitglieder in der Lok Sabha über eine deutliche absolute Mehrheit. Im Anschluss erfolgte eine umfangreiche Kabinettsumbildung. Bei der Parlamentswahl am 22. und 26. November 1989 verlor der INC 9,57 Prozentpunkte und 207 ihrer 404 Sitze, so dass er nur noch 197 der nunmehr 531 Mitglieder der Lok Sabha stellte. Darauf bildete Vishwanath Pratap Singh von der Janata Dal mit Unterstützung mehrerer anderer Parteien eine neue Regierung, der ersten seit fast zehn Jahren, die nicht vom INC gebildet wurde.

## Minister
Dem Kabinett gehörten folgende Minister an:
| Amt                                                      | Name | Partei | Beginn der Amtszeit                                                                                               | Ende der Amtszeit                                                                                                 |
| -------------------------------------------------------- | --- | ------ | --- | --- |
| Premierminister                                          | Rajiv Gandhi | INC    | 31. Oktober 1984                                                                                                  | 2. Dezember 1989                                                                                                  |
| Außenminister                                            | Rajiv Gandhi Bali Ram Bhagat P. Shiv Shankar Narayan Dutt Tiwari Rajiv Gandhi P. V. Narasimha Rao                                  | INC    | 31. Oktober 1984 25. September 1985 12. Mai 1986 22. Oktober 1986 25. Juli 1987 25. Juni 1988                     | 25. September 1985 12. Mai 1986 22. Oktober 1986 25. Juli 1987 25. Juni 1988 1. Dezember 1989                     |
| Minister für Umwelt und Forstwirtschaft                  | Rajiv Gandhi Bhajan Lal Ziaur Rahman Ansari                                                                                        | INC    | 31. Oktober 1984 22. Oktober 1986 25. Juni 1988                                                                   | 22. Oktober 1986 14. Februar 1988 1. Dezember 1989                                                                |
| Minister für Sport, öffentliche Arbeiten und Wohnungsbau | Buta Singh Abdul Ghafoor | INC    | 31. Oktober 1984 31. Dezember 1984                                                                                | 31. Dezember 1984 25. September 1985                                                                              |
| Minister für Recht und Justiz                            | Jagannath Kaushal Ashoke Kumar Sen P. Shiv Shankar Bindeshwari Dubey B. Shankaranand                                               | INC    | 4. November 1984 31. Dezember 1984 25. Juli 1987 14. Februar 1988 25. Juni 1988                                   | 31. Dezember 1984 27. März 1987 14. Februar 1988 25. Juni 1988 1. Dezember 1989                                   |
| Minister für Bewässerung und Energie                     | B. Shankaranand Rajiv Gandhi Dinesh Singh B. Shankaranand                                                                          | INC    | 31. Dezember 1984 21. August 1987 14. Februar 1988 25. Juni 1988                                                  | 21. August 1987 14. Februar 1988 25. Juni 1988 1. Dezember 1989                                                   |
| Energieminister                                          | Vasant Sathe | INC    | 25. September 1985                                                                                                | 1. Dezember 1989                                                                                                  |
| Eisenbahnminister                                        | A. B. A. Ghani Khan Choudhury Bansi Lal                                                                                            | INC    | 4. November 1984 31. Dezember 1984                                                                                | 31. Dezember 1984 4. Juni 1986                                                                                    |
| Landwirtschaftsminister                                  | Rao Birender Singh Buta Singh Gurdial Singh Dhillon Bhajan Lal                                                                     | INC    | 4. November 1984 31. Dezember 1984 12. Mai 1986 14. Februar 1988                                                  | 31. Dezember 1984 12. Mai 1986 14. Februar 1988 1. Dezember 1989                                                  |
| Minister für ländliche Entwicklung                       | Mohsina Kidwai | INC    | 4. November 1984                                                                                                  | 31. Dezember 1984                                                                                                 |
| Minister für parlamentarische Angelegenheiten            | Buta Singh H. K. L. Bhagat | INC    | 31. Oktober 1984 31. Dezember 1984                                                                                | 31. Dezember 1984 1. Dezember 1989                                                                                |
| Bildungsminister                                         | K. C. Pant P. V. Narasimha Rao P. Shiv Shankar                                                                                     | INC    | 31. Oktober 1984 25. September 1985 25. Juni 1988                                                                 | 25. September 1985 25. Juni 1988 1. Dezember 1989                                                                 |
| Minister für Gesundheit und Familienplanung              | B. Shankaranand Mohsina Kidwai P. V. Narasimha Rao Motilal Vora Ram Niwas Mirdha                                                   | INC    | 4. November 1984 31. Dezember 1984 24. Juni 1986 14. Februar 1988 25. Januar 1989                                 | 31. Dezember 1984 24. Juni 1986 14. Februar 1988 25. Januar 1989 1. Dezember 1989                                 |
| Verteidigungsminister                                    | Shankarrao Chavan P. V. Narasimha Rao Rajiv Gandhi Vishwanath Pratap Singh K. C. Pant                                              | INC    | 4. November 1984 31. Dezember 1984 25. September 1985 24. Januar 1987 12. April 1987                              | 31. Dezember 1984 25. September 1985 24. Januar 1987 12. April 1987 1. Dezember 1989                              |
| Planungsminister                                         | P. V. Narasimha Rao Rajiv Gandhi P. Shiv Shankar Madhavsinh Solanki                                                                | INC    | 4. November 1984 25. September 1985 14. Februar 1988 25. Juni 1988                                                | 25. September 1985 14. Februar 1988 25. Juni 1988 1. Dezember 1989                                                |
| Minister für Ernährung und zivile Versorgung             | Rao Birender Singh H. K. L. Bhagat                                                                                                 | INC    | 31. Dezember 1984 12. Mai 1986                                                                                    | 25. September 1985 14. Februar 1988                                                                               |
| Innenminister                                            | P. V. Narasimha Rao Shankarrao Chavan P. V. Narasimha Rao (kommissarisch) Buta Singh                                               | INC    | 31. Oktober 1984 31. Dezember 1984 12. März 1986 12. Mai 1986                                                     | 31. Dezember 1984 12. März 1986 12. Mai 1986 1. Dezember 1989                                                     |
| Minister für Industrie, Stahl und Bergbau                | Kotla Vijaya Bhaskara Reddy Vasant Sathe K. C. Pant Vasant Sathe (kommissarisch) Makhan Lal Fotedar                                | INC    | 4. November 1984 31. Dezember 1984 25. September 1985 12. April 1987 25. Juli 1987                                | 29. Dezember 1984 25. September 1985 12. April 1987 25. Juli 1987 1. Dezember 1989                                |
| Minister für Erdöl, Energie und Kohle                    | P. Shiv Shankar | INC    | 31. Oktober 1984                                                                                                  | 29. Dezember 1984                                                                                                 |
| Minister für Chemikalien und Düngemittel                 | Vasant Sathe Veerendra Patil | INC    | 4. November 1984 31. Dezember 1984                                                                                | 31. Dezember 1984 25. September 1985                                                                              |
| Minister für Industrie und Unternehmensangelegenheiten   | Veerendra Patil (kommissarisch) Narayan Dutt Tiwari Jalagam Vengala Rao                                                            | INC    | 31. Dezember 1984 25. September 1985 22. Oktober 1986                                                             | 25. September 1985 22. Oktober 1986 1. Dezember 1989                                                              |
| Finanzminister                                           | Pranab Mukherjee Vishwanath Pratap Singh Rajiv Gandhi Narayan Dutt Tiwari Shankarrao Chavan                                        | INC    | 31. Oktober 1984 31. Dezember 1984 24. Januar 1987 25. Juli 1987 25. Juni 1988                                    | 31. Dezember 1984 24. Januar 1987 25. Juli 1987 25. Juni 1988 1. Dezember 1989                                    |
| Handelsminister                                          | Pranab Mukherjee Rajiv Gandhi Vishwanath Pratap Singh (kommissarisch) Arjun Singh P. Shiv Shankar Narayan Dutt Tiwari Dinesh Singh | INC    | 31. Oktober 1984 31. Dezember 1984 14. Januar 1985 25. September 1985 20. Januar 1986 25. Juli 1987 25. Juni 1988 | 31. Dezember 1984 14. Januar 1985 25. September 1985 19. Januar 1986 25. Juli 1987 25. Juni 1988 1. Dezember 1989 |
| Minister für städtische Entwicklung                      | Abdul Ghafoor Mohsina Kidwai | INC    | 25. September 1985 22. Oktober 1986                                                                               | 22. Oktober 1986 1. Dezember 1989                                                                                 |
| Minister für Tourismus und Zivilluftfahrt                | Rajiv Gandhi H. K. L. Bhagat Mohammad Sayeed Mohsina Kidwai                                                                        | INC    | 31. Dezember 1984 25. September 1985 12. Mai 1986 14. Februar 1988                                                | 25. September 1985 12. Mai 1986 14. Juli 1987 25. Juni 1988                                                       |
| Minister für Transport und Schifffahrt                   | Veerendra Patil | INC    | 4. November 1984                                                                                                  | 31. Dezember 1984                                                                                                 |
| Minister für Transport und Zivilluftfahrt                | Bansi Lal Mohsina Kidwai | INC    | 25. September 1985 24. Juni 1986                                                                                  | 24. Juni 1986 22. Oktober 1986                                                                                    |
| Minister für Zivilluftfahrt                              | Motilal Vora | INC    | 14. Februar 1988                                                                                                  | 25. Juni 1988 |
| Minister für Programmeinführung                          | A. B. A. Ghani Khan Choudhury P. Shiv Shankar Madhavsinh Solanki                                                                   | INC    | 25. September 1985 25. Juli 1987 25. Juni 1988                                                                    | 4. Mai 1987 25. Juni 1988 1. Dezember 1989                                                                        |
| Kommunikationsminister                                   | Arjun Singh Vasant Sathe Bir Bahadur Singh                                                                                         | INC    | 22. Oktober 1986 14. Februar 1988 25. Juni 1988                                                                   | 14. Februar 1988 25. Juni 1988 30. Mai 1989                                                                       |
| Minister für Information und Rundfunk                    | H. K. L. Bhagat | INC    | 14. Februar 1988                                                                                                  | 1. Dezember 1989                                                                                                  |
| Minister für Textilien                                   | Ram Niwas Mirdha | INC    | 14. Februar 1988                                                                                                  | 1. Dezember 1989                                                                                                  |
| Minister für Arbeit und Rehabilitation                   | Veerendra Patil | INC    | 4. November 1984                                                                                                  | 31. Dezember 1984                                                                                                 |
| Arbeitsminister                                          | Bindeshwari Dubey | INC    | 25. Juni 1988 | 1. Dezember 1989                                                                                                  |